# Geoff Lees
Geoffrey Lees (Atherstone, 1 de mayo de 1951) es un expiloto de automovilismo británico. Compitió en 12 Grandes Premios de Fórmula 1, donde terminó 3 y no obtuvo puntos en el campeonato.

## Carrera
Su carrera deportiva comenzó en Fórmula Ford, a mediados de los 70, donde ganó un campeonato. Pasó a Fórmula 3 en 1976, siendo protagonista en dos campeonatos celebrados en su país natal.
Dos años más tarde, tuvo su primer contacto con Fórmula 2 Europea y Fórmula 1, en esta última con un Ensign privado en Brands Hatch, sin lograr clasificar. En 1979 corrió la temporada de Can-Am y finalizó tercero, además de correr el Gran Premio de Alemania de F1 con un Tyrrell del equipo oficial (en reemplazo de Jean-Pierre Jarier), donde terminó 7° y delante de su compañero. A finales de ese año, ganó el Gran Premio de Macao.
Disputó 8 GGPP de la temporada 1980 de Fórmula 1, para Shadow, Ensign y RAM, clasificando en dos de ellos (Kyalami y Zandvoort). Volvió a F2 en 1981 para la estructura de Ralt, donde logró 3 victorias y un margen de 14 puntos para llevarse el título sobre el belga Thierry Boutsen.
Volvió al Campeonato de Fórmula 1 al año siguiente; corrió en Canadá para Theodore (clasificó, pero abandonó en las primeras vueltas) y en Francia para Lotus (finalizó en la 12° ubicación).
Al año siguiente emigró su carrera a Japón, donde fue campeón de Fórmula 2 Japonesa en su primera temporada. Corrió posteriormente en carreras de resistencia, con Toyota, McLaren y Lister, entre otras marcas, y de manera casi ininterrumpida en las 24 Horas de Le Mans desde 1985 a 2000. Dirigió su propio equipo en Japón unos años, hasta retirarse completamente de la competición.

## Resultados

### Fórmula 1
(Clave) (negrita indica pole position) (cursiva indica vuelta rápida)

| Año         | Escudería                | 1   | 2   | 3      | 4       | 5       | 6       | 7       | 8       | 9   | 10      | 11      | 12      | 13      | 14      | 15  | 16  | Pos. | Puntos |
| ----------- | ------------------------ | --- | --- | ------ | ------- | ------- | ------- | ------- | ------- | --- | ------- | ------- | ------- | ------- | ------- | --- | --- | ---- | ------ |
| 1978        | Mario Deliotti Racing    | ARG | BRA | RSA    | USW     | MON     | BEL     | ESP     | SWE     | FRA | GBR DNQ | GER     | AUT     | NED     | ITA     | USA | CAN | NC   | 0      |
| 1979        | Candy Tyrrell Team       | ARG | BRA | RSA    | USW     | ESP     | BEL     | MON     | FRA     | GBR | GER 7   | AUT     | NED     | ITA     | CAN     | USA |     | NC   | 0      |
| 1980        | Shadow Cars              | ARG | BRA | RSA 13 | USW DNQ | BEL DNQ |         |         |         |     |         |         |         |         |         |     |     | NC   | 0      |
| 1980        | Theodore Shadow          |     |     |        |         |         | MON DNQ | FRA DNQ | GBR     | GER | AUT     |         |         |         |         |     |     | NC   | 0      |
| 1980        | Unipart Racing Team      |     |     |        |         |         |         |         |         |     |         | NED Ret | ITA DNQ | CAN DNP |         |     |     | NC   | 0      |
| 1980        | RAM/Rainbow Jeans Racing |     |     |        |         |         |         |         |         |     |         |         |         |         | USA DNQ |     |     | NC   | 0      |
| 1982        | Theodore Racing Team     | RSA | BRA | USW    | SMR     | BEL     | MON     | USE     | CAN Ret | NED | GBR DNP |         |         |         |         |     |     | NC   | 0      |
| 1982        | John Player Team Lotus   |     |     |        |         |         |         |         |         |     |         | FRA 12  | GER     | AUT     | SUI     | ITA | LVG | NC   | 0      |
| Referencia: |                          |     |     |        |         |         |         |         |         |     |         |         |         |         |         |     |     |      |        |